# Ехинодорус
Ехинодорус (Echinodorus) е род водни растения, разпространен в западното полукълбо.

## Произход на името
Ехинодорус произлиза от старогръцки εχίνος – таралеж и δορός – кожена торба, заради специфичната форма на овария.

## Описание
Ехинодорусите са едно- или многогодишни блатни или водни растения. Листата са розетъчно разположени. Цветът им е най-често зелен. Петурата е проста, най-често със сърцевидна или мечовидна форма. Дръжките са с триъгълно сечение, по-рядко кръгли. Съцветието е просто или разклонено, подводно или надводно. На него се формират множество бели цветове, двуполови, за разлика от тези при близкия род Сагитария.
Гореспоменатите белези варират силно според условията на средата. Например, растенията от сухи райони формират по-малки розетки, по-твърди листа, по-къси съцветия и по-малки цветове, сравнени с растенията от влажни хабитати. Освен това често у един и същи вид формата на подводните и надводните (плаващи) листа се различава силно. Това затруднява изключително много видовото диференциране на рода.

## Таксономия
Родът се формира от 26 вида, разпространени в западното полукълбо от Аржентина до Северна Америка.
Последната класификация на род Ехинодорус от Карл Ратай включва 62 вида. Много форми, отглеждани за нуждите на акваристиката имат неясен таксономичен статус.

## Култивиране
Ехинодорусите са блатни растения и могат да се отглеждат успешно под водата. Много видове се отглеждат в аквариумни условия. Предпочитат средно-силно до силно осветление – 0,4 и повече вата на литър. Растат най-добре в дълбок и богат на хранителни вещества грунт. Допълнителното подхранване с въглероден диоксид ускорява растежа. Различните видове имат различни изисквания към водата, но повечето предпочитат тропични и субтропични температурни обхвати. Размножават се вегетативно или чрез разделяне на стеблата. Под водата съцветието образува дъщерни растения. Над водата се запазва нормалния цикъл на цвето- и семеобразуване. Семената могат да се култивират в мокър пясък или почва над водата.
Ехинодорусите са едни от най-популярните аквариумни растения заради атрактивния си вид и издръжливостта си.

## Видове
- Echinodorus amazonicus – Амазонка
- Echinodorus martii
- Echinodorus osiris
- Echinodorus schlueteri
- Echinodorus tenellus